# Sample Analysis at Mars

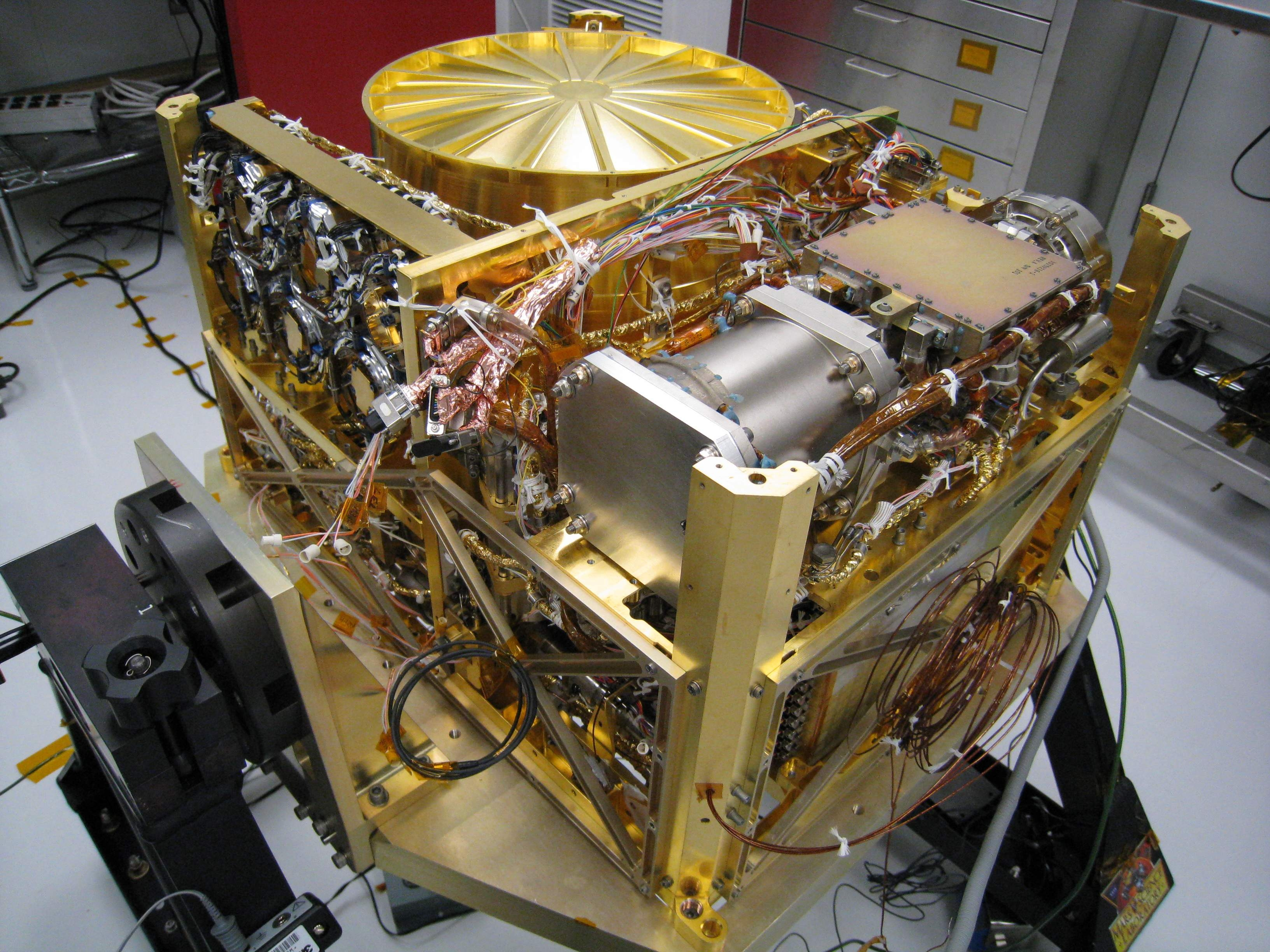
Sample Analysis at Mars per MSL

Sample Analysis at Mars (SAM), en català "instrument d'anàlisi de mostres a Mart", és un conjunt d'instruments en el rover Curiosity del Mars Science Laboratory. El conjunt d'instruments SAM analitzarà compostos orgànics i gasos de mostres tant atmosfèriques com sòlides.
Va ser desenvolupat pel Centre de vol espacial Goddard de la NASA, pel Laboratoire des Atmosphères Milieux Observations Spatiales (LATMOS) associat al Centre Nacional de la Recerca Científica (CNRS) (conjuntament operat conjuntament pel [[Centre Nacional de la Recerca Científica]] de França i per universitats parisenques), i Honeybee Robotics, juntament amb molts socis externs addicionals.

## Instruments

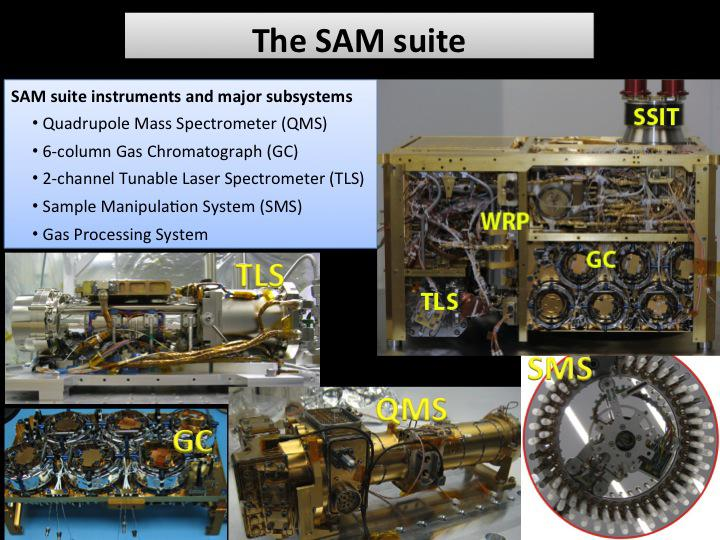
El conjunt SAM Suite

El conjunt SAM es compon de tres instruments:
1. L'analitzador de masses quadripolar detecta els gasos mostrejats de l'atmosfera o els alliberats de mostres sòlides mitjançant escalfament.[1][5]
2. El cromatògraf de gas s'utilitza per separar els gasos individuals d'una barreja complexa en components moleculars. El flux de gas resultant s'analitza en l'espectròmetre de masses amb un rang de massa de 2-535 Daltons.[1][5]
3. L'espectròmetre làser sintonitzable realitza mesuraments de precisió de les proporcions d'isòtops d'oxigen i carboni en diòxid de carboni (CO2) i metà (CH4) en l'atmosfera de Mart per tal de distingir entre el seu origen geoquímic o biològic.[1][4][5][6][7]

## Subsistemes
El SAM també té tres subsistemes: el 'Laboratori de separació i processat químic', per a l'enriquiment i derivatització de les molècules orgàniques de la mostra; el sistema de manipulació de mostres (SMS) per al transport de pols entregat des del simulador de l'MSL a una entrada de SAM i en una de les 74 tasses de mostra. A continuació, l'SMS mou la mostra al forn SAM per alliberar els gasos escalfant fins a 1000 °C; i el subsistema de la bomba per purgar els separadors i els analitzadors.
El Laboratori de Recerca de Física Espacial de la Universitat de Michigan va construir la unitat principal de subministrament d'energia, comandament i dades, controlador de vàlvula i escalfador, controlador de filament / polarització i mòdul d'alta tensió. Els detectors d'infraroig no refrigerats s'han desenvolupat i proporcionat per l'empresa polonesa VIGO System.

## Cronologia
- 9 de novembre del 2012: Un polsim de sorra fina i pols es va convertir en la primera mostra sòlida marciana dipositada al SAM. La mostra va provenir del tros de material transportat pel vent anomenat Rocknest, que havia proporcionat una mostra prèviament per anàlisi mineralògic per instrument CheMin.[10]

- 3 de desembre de 2012: la NASA va informar que SAM havia detectat molècules d'aigua, clor i sofre. Tanmateix, no es poden descartar indicis de compostos orgànics com la contaminació de la mateixa Curiosity.[11][12]

- 16 de desembre de 2014: la NASA va informar que el rover Curiosity va detectar un pic deu vegades més gran, probablement localitzat, en la quantitat de metà en l'atmosfera marciana. Els mesuraments de mostra preses "una dotzena de vegades durant 20 mesos" van mostrar augments a finals de 2013 i principis de 2014, amb una mitjana "7 parts de metà per mil milions a l'atmosfera". Abans i després d'això, les lectures tenien de mitjana al voltant d'una desena part d'aquest nivell.[13][14] A més, es van detectar alts nivells de productes químics orgànics, en particular clorobencè, en pols perforat a partir d'una de les roques, anomenada "Cumberland", analitzada pel rover Curiosity.[13][14]

- 24 de març de 2015: la NASA va informar de la primera detecció de nitrogen alliberat després d'escalfar sediments superficials al planeta Mart. El nitrogen en nitrat està en un estat "fix", el que vol dir que està en una forma oxidada que pot ser utilitzada per organismes vius. El nitrogen en nitrat està en un estat "fix", el que vol dir que està en una forma oxidada que pot ser utilitzada per organismes vius. El descobriment dona suport a la idea que l'antic Mart va poder haver estat habitable per a la vida.[15][16][17]

- 4 d'abril de 2015: la NASA va informar d'estudis, basats en mesures del Sample Analysis at Mars (SAM) en el rover Curiositat, de l'atmosfera marciana utilitzant isòtops de xenó i argó. 4 d'abril de 2015: la NASA va informar d'estudis, basats en mesures del Sample Analysis at Mars (SAM) en el rover Curiosity, de l'atmosfera marciana utilitzant isòtops de xenó i argó. Els resultats van proporcionar suport per a una "forta" pèrdua d'atmosfera al principi de la història de Mart i van ser consistents amb una signatura atmosfèrica trobada en trossos d'atmosfera capturats en alguns meteorits marcians trobats a la Terra.[18]

## Galeria

### Vídeos
|  |  |